# Vuelo 731 de Central American Airways
El vuelo 731 de Central American Airways fue un vuelo de cabotaje regular de pasajeros entre San Pedro Sula y Tegucigalpa, Honduras. El 14 de febrero de 2011 el vuelo se estrelló durante la aproximación al Aeropuerto Internacional Toncontín a solo nueve kilómetros de este, matando a las catorce personas que viajaban a bordo. La climatología en la zona fue señalada como mala en el momento del accidente.

## Aeronave

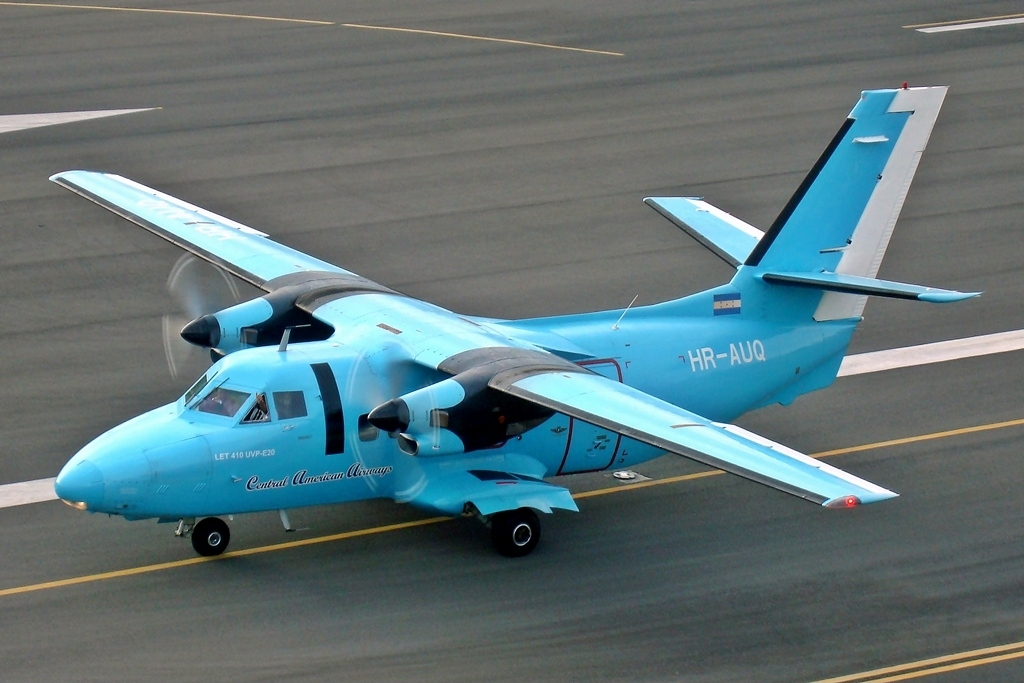
El avión accidentado fotografiado cinco meses antes en el aeropuerto de Tocontín.

El avión implicado en el accidente fue un Let L-410UVP-E20 Turbolet, registro HR-AUQ, número de serie 912603. Voló por primera vez en 1991 y operó con un sinfín de aerolíneas antes del accidente.

## Accidente
El vuelo había salido de San Pedro Sula a las 07:04 para el vuelo de cuarenta minutos a Tegucigalpa. El piloto que volaba se desvió de la ruta sin autorización del control de tráfico aéreo. A las 07:34, el controlador en el Aeropuerto Toncontín autorizó el vuelo directo al punto fijo 15 DME (punto fijo de aproximación final) para una aproximación VOR/DME a la pista 20 y descender a 9000 pies. A las 07:51, la tripulación informó que estaban realizando una aproximación frustrada, luego de lo cual se autorizó el vuelo para una aproximación VOR/DME a la pista 02. El avión estaba alineado con la pista 02 y descendiendo con flaps completos, cuando a unos 12 km de la pista, el avión se detuvo. El descenso no pudo ser detenido y el avión impactó una ladera boscosa a una altitud de 5412 pies.
El lugar del accidente fue ubicado en El Espino, Jurisdicción de Santa Ana, Departamento de Francisco Morazán.

## Víctimas
Entre los muertos se cuentan a Rodolfo Rovelo, asistente hondureño del Secretario de Obras Públicas y Jose Israel Salinas, líder de la Federación de Trabajadores Unidos de Honduras. El antiguo ministro de finanzas Carlos Chaín también se encontraba a bordo. Además, se cree que dos estadounidenses y un canadiense estaban a bordo del aparato.

## Después del accidente
En respuesta al accidente, el gobierno de Honduras declaró tres días de luto nacional por la muerte de los miembros del gobierno.
También, en respuesta al accidente, el gobierno hondureño afirmó que realizaría una investigación del accidente, y los rescatadores comenzaron a buscar la grabadora de datos y voz del aparato poco después del accidente. La dirección de la organización sostuvo que dado que el avión era europeo y no estadounidense, esto estaba creando dificultades, ya que había muy pocos pilotos y técnicos locales experimentados capaces de operar el avión.
El accidente arrojó preguntas respecto a la seguridad y reubicación del aeropuerto de Tegucigalpa. El entonces Presidente de Honduras llamó a que el aeropuerto fuera reubicado, sosteniendo que era imposible lograr un gran aeropuerto en el emplazamiento actual debido a los terrenos adyacentes.

## Investigación e informe final
La investigación final concluyó que las causas probables del accidente fueron:
- Las condiciones climáticas existentes en el momento del evento pudieron ser una de las causantes. Asimismo, durante la aproximación a la pista, la aeronave se operó ligeramente por encima de la velocidad de pérdida y un cambio importante en la velocidad del viento pudo haber causado una pérdida. La altitud a la que se produjo la cizalladura, el tiempo de reacción del piloto y la capacidad de respuesta de la aeronave determinaron si el descenso podía detenerse a tiempo para evitar un accidente.
- No se realizaron procedimientos de descenso publicados, posiblemente una mala interpretación de los instrumentos de vuelo (altímetro, indicador de velocidad y aérea).
- Durante el descenso al VOR/DME por las pistas 20 y 02, el piloto al mando (PIC) no verificó su carta de aproximación y no consultó continuamente al primer oficial sobre la altitud y rumbo.
- No hubo comunicación adecuada entre la tripulación; CRM deficiente (no se realizó una sesión informativa de aproximación para ninguno de los dos enfoques).
- La aeronave estaba configurada para aterrizar con los flaps completamente abajo (flap 42), a una distancia muy larga de la pista sin tenerla a la vista. Cabe señalar que la aeronave no responderá a una cizalladura del viento en condiciones adversas como apareció en ese momento con dicha configuración; también es importante mencionar que en ambos enfoques es obligatorio realizar un procedimiento de «circulación».